# Karma
El karma (mot sànscrit, escrit en devanagari  कर्म , i dit en pali kamma: fer, acte) és un terme de la filosofia índia que designa el principi de la causalitat universal que resulta de l'acció. Es tracta d'una noció essencial del funcionament del samsara (o cicle de les reencarnacions), un dels fonaments del pensament indi; dins d'aquest context, el karma és el conjunt d'actes –positius, negatius o neutres– que efectua cada individu i que marquen la seva consciència, condicionant les seves futures encarnacions.
La llei del karma és el centre de les religions originades a l'Índia: hinduisme, sikhisme, budisme i jainisme. Tot i que en el budisme es limita als pensaments, paraules i accions voluntàries i no a totes com en l'hinduisme: els efectes de tots aquests actes creen les experiències presents i futures i fan la persona responsable de la seva pròpia vida.

## Definició
El terme karma (sànscrit: कर्म ; pali: kamma) es refereix tant a l'«acció, obra, acte» executat com a l'«objecte, intenció».
Wilhelm Halbfass (2000) explica el karma (karman) contrastant-lo amb la paraula sànscrita kriya: mentre que kriya és l'activitat juntament amb els passos i l'esforç en l'acció, el karma és (1) l'acció executada com a conseqüència d'aquesta activitat, així com (2) la intenció de l'actor darrere d'una acció executada o una acció planificada (descrita per alguns estudiosos com a residu metafísic que queda en l'actor). Una bona acció crea bon karma, igual que una bona intenció. Una mala acció crea mal karma, igual que una mala intenció.
La dificultat per arribar a una definició de karma sorgeix a causa de la diversitat de punts de vista entre les escoles de l'hinduisme; alguns, per exemple, consideren que el karma i lael renaixement estan vinculats i són simultàniament essencials, alguns consideren que el karma, però no el renaixement, és essencial, i alguns discuteixen i conclouen que el karma i el renaixement són ficció errònia. El budisme i el jainisme tenen els seus propis preceptes de karma. Així doncs, el karma no té una, sinó múltiples definicions i significats diferents. És un concepte el significat, la importància i l'abast del qual varien entre les diverses tradicions originades a l'Índia i les diverses escoles de cadascuna d'aquestes tradicions. Segons Manu Doshi, totes les filosofies àries accepten el karma, però el jainisme ha aprofundit en aquest tema. Wendy O'Flaherty afirma que, a més, hi ha un debat continu sobre si el karma és una teoria, un model, un paradigma, una metàfora o una postura metafísica.

### Principi del karma
El karma també fa referència a un principi conceptual que es va originar a l'Índia, sovint anomenat descriptivament el principi del karma, i de vegades la teoria del karma o la llei del karma.
En el context de la teoria, el karma és complex i difícil de definir. Diferents escoles d’indologia deriven diferents definicions del concepte d'antics textos indis; la seva definició és una combinació de (1) causalitat que pot ser ètica o no ètica; (2) eticització, és a dir, les accions bones o dolentes tenen conseqüències; i (3) renaixement.  Altres indòlegs inclouen en la definició allò que explica les circumstàncies actuals d'un individu amb referència a les seves accions en el passat. Aquestes accions poden ser les de la vida actual d'una persona o, en algunes escoles de tradicions índies, possiblement accions de les seves vides passades; a més, les conseqüències poden tenir un impacte en la vida actual o en les vides futures d'una persona. La llei del karma opera independentment de qualsevol deïtat o qualsevol procés de judici diví.

#### Causalitat

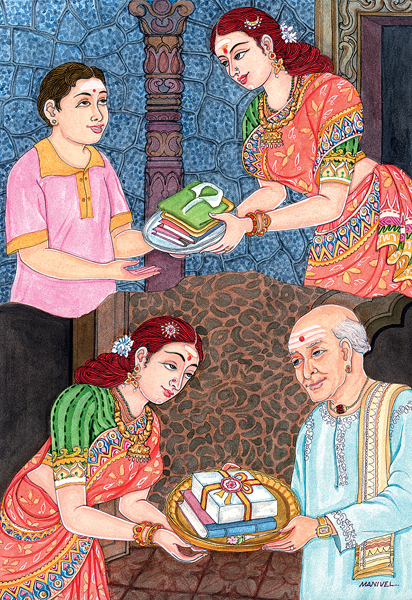
Karma com a acció i reacció: si mostrem bondat, collirem bondat

Un tema comú a les teories del karma és el seu principi de causalitat. Aquesta relació entre el karma i la causalitat és un motiu central en totes les escoles de pensament hindú, budista i jainista. Una de les primeres associacions del karma amb la causalitat es troba als versos 4.4.5–6 de la Brihadaranyaka Upanishad:
| « | Ara, com un home és així o així, segons actua i es comporta, així serà; un home de bones accions esdevindrà bo, un home de males accions, dolent; esdevé pur per accions pures, dolent per accions dolentes; I aquí diuen que una persona consisteix en desitjos, i com és el seu desig, així és la seva voluntat; i com és la seva voluntat, així és la seva acció; i qualsevol acció que faci, això collirà. Brihadaranyaka Upanishad | » |

Les paraules feta, actes anteriors es tradueixen de karma.
La teoria del karma com a causalitat sosté que: (1) les accions executades per un individu afecten l'individu i la vida que viu, i (2) les intencions d'un individu afecten l'individu i la vida que viu. Les accions desinteressades, o les accions no intencionades, no tenen el mateix efecte kàrmic positiu o negatiu que les accions interessades i intencionals. En el budisme, per exemple, les accions que es duen a terme, o sorgeixen, o s'originen sense cap mala intenció, com ara la cobdícia, es consideren inexistents en impacte kàrmic o neutrals en influència per a l'individu.
Una altra característica de causalitat, compartida per les teories kàrmiques, és que accions similars condueixen a efectes similars. Així, el bon karma produeix un bon efecte sobre l'actor, mentre que el mal karma produeix un mal efecte. Aquest efecte pot ser material, moral o emocional; és a dir, el karma d'una persona afecta tant la felicitat com la infelicitat. L'efecte del karma no ha de ser immediat; l'efecte del karma pot ser més tard en la vida actual, i en algunes escoles s'estén a vides futures.
La conseqüència o els efectes del propi karma es poden descriure de dues formes: phala i samskara. Una phala (lit. ‘fruit' or 'result’) és l'efecte visible o invisible que normalment és immediat o dins de la vida actual. En canvi, un samskara (sànscrit: संस्कार) és un efecte invisible, produït dins de l'actor a causa del karma, que transforma l'agent i afecta la seva capacitat de ser feliç o infeliç en la seva vida present i futura. La teoria del karma sovint es presenta en el context dels samskaras.
Karl Potter i Harold Coward suggereixen que el principi càrmic també es pot entendre com un principi de psicologia i hàbit. El suggeriment de Karl Potter està suportat pel Bhagavad-Gita, que vincula la bona i la mala servitud amb els bons i mals hàbits, respectivament. També enumera diversos tipus d'hàbits, com ara el bo (sattva), la passió (rajas) i la indiferent (tamas), alhora que explica el karma. En els Ioga Sutras, el paper del karma en la creació d'hàbits s'explica amb Vāsanās. El karma sembra els hàbits (vāsanā), i els hàbits creen la naturalesa de l'home. El karma també sembra l'autopercepció, i la percepció influeix en com s'experimenta els esdeveniments de la vida. Tant els hàbits com l'autopercepció influeixen en el curs de la vida d'una persona. Trencar els mals hàbits no és fàcil: requereix un esforç kàrmic conscient. Així, la psique i l'hàbit, segons Potter i Coward, vinculen el karma amb la causalitat en la literatura índia antiga. La idea del karma es pot comparar amb la noció del caràcter d'una persona, ja que ambdues són una avaluació de la persona i estan determinades pel pensament i l'acció habituals d'aquesta persona.

#### Etificació
El segon tema comú a les teories del karma és l'eticització. Això comença amb la premissa que cada acció té una conseqüència, que es farà realitat en aquesta vida o en una vida futura; per tant, els actes moralment bons tindran conseqüències positives, mentre que els actes dolents produiran resultats negatius. La situació actual d'un individu s'explica així fent referència a accions de la seva vida present o de vides anteriors. El karma no és en si mateix recompensa i càstig, sinó la llei que produeix conseqüències. Wilhelm Halbfass assenyala que el bon karma es considera dharma i condueix a punya ('mèrit'), mentre que el mal karma es considera adharma i condueix a pāp ('demèrit, pecat').
Reichenbach (1988) suggereix que les teories del karma són una teoria ètica. Això és així perquè els antics erudits de l'Índia vinculaven la intenció i l'acció real amb el mèrit, la recompensa, el demèrit i el càstig. Una teoria sense premissa ètica seria una relació causal pura; el mèrit, la recompensa, el demèrit o el càstig serien els mateixos independentment de la intenció de l'actor. En ètica, les intencions, les actituds i els desitjos d'una persona importen a l'hora d'avaluar la seva acció. Quan el resultat no és intencionat, la responsabilitat moral recau menys en l'actor, tot i que la responsabilitat causal pot ser la mateixa independentment. Una teoria del karma considera no només l'acció, sinó també les intencions, l'actitud i els desitjos de l'actor abans i durant l'acció. El concepte del karma, doncs, anima cada persona a buscar i viure una vida moral, així com a evitar una vida immoral. El significat i la importància del karma és, doncs, una peça clau d'una teoria ètica.

#### Renaixement
El tercer tema comú de les teories del karma és el concepte de reencarnació o cicle de renaixements (saṃsāra). El renaixement és un concepte fonamental de l'hinduisme, el budisme, el jainisme i el sikhisme. El renaixement, o saṃsāra, és el concepte que totes les formes de vida passen per un cicle de reencarnació, és a dir, una sèrie de naixements i renaixements. Els renaixements i la vida consegüent poden ser en un regne, una condició o una forma diferents. Les teories del karma suggereixen que el regne, la condició i la forma depenen de la qualitat i la quantitat del karma. A les escoles que creuen en el renaixement, l'ànima de cada ésser viu transmigra (es recicla) després de la mort, portant les llavors dels impulsos kàrmics de la vida acabada de completar, a una altra vida i una vida plena de karmes. Aquest cicle continua indefinidament, excepte per a aquells que trenquen conscientment aquest cicle assolint moksha. Aquells que trenquen el cicle arriben al regne dels déus, els que no continuen en el cicle.
El concepte ha estat intensament debatut a la literatura antiga de l'Índia; amb diferents escoles de religions índies considerant la rellevància del renaixement com a ficció essencial, secundària o innecessària. Hiriyanna (1949) suggereix que el renaixement és un corol·lari necessari del karma; Yamunacharya (1966) afirma que el karma és un fet, mentre que la reencarnació és una hipòtesi; i Creel (1986) suggereix que el karma és un concepte bàsic, el renaixement és un concepte derivat.
La teoria del karma i el renaixement planteja nombroses preguntes, com ara com, quan i per què va començar el cicle, quin és el mèrit càrmic relatiu d'un karma respecte a un altre i per què, i quines proves hi ha que el renaixement realment succeeix, entre d'altres. Diverses escoles de l'hinduisme es van adonar d'aquestes dificultats, van debatre les seves pròpies formulacions –algunes van arribar al que consideraven teories internament consistents– mentre que altres escoles la van modificar i la van menystenir; algunes escoles de l'hinduisme, com ara els Charvakas (o Lokayata), van abandonar completament la teoria del «karma i el renaixement». Les escoles budistas consideren el cicle del karma i el renaixement com a part integral de les seves teories de soteriologia.

## Cultura popular
En la cultura popular, el karma ha passat a ser sinònim de fama o reconeixement en jocs i comunitats virtuals, per exemple Menéame.
La sèrie de televisió My Name Is Earl gira al voltant d'aquesta creença però simplificada. Si fas coses dolentes te'n passaran de dolentes i si fas coses bones et passaran coses bones.